# Eleonora Ramirez de Montalvo
Eleonora Ramirez de Montalvo (6. července 1602 Janov – 10. srpna 1659 Florencie) byla italská vdova, učitelka a zakladatelka kongregace Malých služebnic Nejsvětější Trojice.

## Život
Narodila se 6. července 1602 v Janově. Její otec byl Španěl a matka Italka. Když jí bylo pět let, přišla o otce a v devíti letech byla dána na výchovu do kláštera San Jacopo in Via Ghibellina. 
Roku 1620 se provdala za Orazia Landiho, se kterým se po pěti letech rozešla. Přestože byli odloučeni, zůstali manželé až do Landiho smrti v roce 1656. Roku 1626 začala Montalvo přijímat chudé dívky. Finančně je podporovala a poskytovala jim náboženské, morální a kulturní vzdělávání. Roku 1627 se ona a dívky začaly stěhovat do různých domů, až se nakonec v roce 1642 přestěhovaly do „casa dei Brandolini“ na Via dell'Amore ve Florencii. Pro vzdělávání těchto dívek zřídila sbor Malých služebnic Božského vtělení, a poté Malých služebnic Nejsvětější Trojice. Jednalo se o laická sdružení, nyní sloučená do řeholní kongregace Malých služebnic Nejsvětější Trojice.
Zaměřovala se na obnovení křesťanské víry. Za tímto účelem, inspirována také zkušeností trinitární mystičky svaté Marie Magdaleny de' Pazzi, napsala papeži Inocenci X. s přesvědčením, že znovuzrození kultu Nejsvětější Trojice by mělo oživit veškerý křesťanský život. Věnovala se psaní poezie k poctě Nejsvětější Trojici.
Zemřela 10. srpna 1659 v pověsti svatosti.

## Proces svatořečení
Proces byl zahájen roku 1925 v florentské arcidiecézi. Dne 8. května 1987 uznal papež Jan Pavel II. její hrdinské ctnosti.